# 中野区立鷺宮小学校
中野区立鷺宮小学校（なかのくりつ さぎのみやしょうがっこう）は東京都中野区鷺宮3丁目にあった公立小学校。

## 概要
少子化による児童減少のため、2023年度をもって中野区立西中野小学校と統合され閉校。統合後の新校舎は中野区立第八中学校跡地に位置する。名称は、中野区立鷺の杜小学校。

## 沿革
出典
- 1880年（明治13年）3月9日[1] - 雙鷺小学校創立。
- 1884年（明治17年）1月 - 舎新築開校。
- 1886年（明治19年）11月 - 遷喬小学校を統合し、江鷺小学校と改称。
- 1888年（明治21年）4月 - 雙鷺小学校と再改称。
- 1903年（明治36年）4月 - 野方西尋常小学校と改称。
- 1930年（昭和5年）3月 - 現在地に校舎新築移転。
- 1931年（昭和6年）3月 -	開校50周年式典挙行し、3月9日を開校記念日と定めた。また、校歌を制定し、校章を改定した。
- 1941年（昭和16年）4月 - 国民学校令により、東京市鷺宮国民学校と改称。
- 1943年（昭和18年）
  - 2月 - プール完成。
  - 7月 - 東京市と東京府が統合した東京都発足（東京都制施行）により、東京都鷺宮国民学校と改称。
  - 9月 - 戦局の悪化により、学童集団疎開。
- 1947年（昭和22年）4月 - 学制改革により、東京都中野区立鷺宮小学校と改称。
- 1969年（昭和44年）3月 - 体育館竣工。
- 1971年（昭和46年）3月 - 開校90周年式典挙行。
- 1974年（昭和49年）6月 - 校庭整備と緑化対策工事完了。
- 1980年（昭和55年）11月 - 開校100周年式典挙行。
- 1989年（平成元年）1月 - 多目的ホール・アニマルハウス完成。
- 1991年（平成3年）1月 - 開校110周年式典挙行。
- 1995年（平成7年）3月 - 和室完成。
- 1997年（平成9年）4月 - コンピュータ室新設。
- 2000年（平成12年）12月 - 開校120周年式典挙行。
- 2004年（平成16年）9月 - 外壁防水改修工事完了。
- 2008年（平成20年）5月 - 中国北京市西単小学校と友好校締結。
- 2009年（平成21年）
  - 4月 - ICT校内LAN新設。
  - 12月 - 体育館耐震補強工事竣工。
- 2010年（平成22年）11月 - 開校130周年式典挙行。
- 2013年（平成25年）8月 - 校舎耐震補強工事竣工。
- 2014年（平成26年）4月 - 都オリンピック教育推進校。
- 2019年（令和元年）12月 - 体育館簡易冷暖房（温風・冷風）機設置。
- 2021年（令和3年） - 開校140周年式典挙行。
- 2024年（令和5年）3月 - 中野区立西中野小学校と統合のため、閉校。

## 教育目標
- 愛…知恵と命を愛する人
- 誠…誠実さと真心を大切にする人
- 剛…健心と体をきたえる人

## 児童数
2023年（令和5年）4月1日現在
| 学年 | 1年 | 2年 | 3年 | 4年 | 5年 | 6年 | 特別支援 | 合計 |
| ---- | --- | --- | --- | --- | --- | --- | -------- | ---- |
| 学級 | 2   | 2   | 2   | 2   | 2   | 2   | -        | 12   |
| 児童 | 54  | 47  | 69  | 44  | 61  | 63  | -        | 338  |

## 通学区域と進学先中学校
出典

### 通学区域
- 鷲宮1丁目（6番・14番・15番・16番(西武新宿線の北側)・17番～21番・24番～31番）
- 鷲宮2丁目（全域）
- 鷲宮3丁目（全域）
- 鷲宮4丁目（全域）
- 若宮3丁目（58番）
- 白鷺1丁目（30番・31番）

### 進学先中学校
公立中学校に進学する場合
- 中野区立明和中学校
- 中野区立北中野中学校

## アクセス
- 関東バス
  - 「阿01」・「萩06」・「萩07」・「（系統番号無し）阿佐谷営業所～練馬駅・中村橋駅」（入出庫系統）の各系統で、「鷺宮四丁目」停留所下車後、
    - のりば1から、徒歩約210m・約3～4分。
    - のりば2から、徒歩約285m・約4分。
      - なお、下述の「K01」・「K02」の各系統も、「鷺宮四丁目」停留所に停車するが、「鷺ノ宮駅入口」停留所で下車するより、若干距離が延びる。

  - 「K01」・「K02」の各系統で、「鷺ノ宮駅入口」停留所下車後、
    - のりば1から、徒歩約295m・約5分。
    - のりば2から、徒歩約325m・約5分。
- 西武鉄道新宿線鷺ノ宮駅（北口）から、徒歩約300m・約5分。

## 学校周辺
- 東京都公認ワカバ幼稚園 - 進級前幼稚園のひとつ
- 千歳教会
- 中野区立みたけ公園
- 熊谷医院
- 鷺ノ宮駅前郵便局
- 東京都道427号瀬田貫井線
- オーケー中杉店
- セブンイレブン中野鷺宮店
- 中野区立鷺宮図書館
- 鷺宮区民活動センター
- 東京都道440号落合井草線
- 西武新宿線鷺ノ宮駅

鷺ノ宮駅が近いため、中小規模のマンション・アパート、飲食店や商業施設などが点在する。